# Берзиня, Илзе
Илзе Берзиня (латыш. Ilze Bērziņa; 4 января 1984, Рига) — латвийская шахматистка, гроссмейстер среди женщин (2009).

## Биография
В сентября 1996 по июнь 2002 года училась в 1-й Рижской государственной гимназии. Затем окончила факультет инженерной экономики и управления Рижского технического университета, а также юридический факультет Латвийского университета.
В 1998 году завоевала бронзу на чемпионате Европы по шахматам среди девушек (U-14). Пять раз побеждала на чемпионатах Латвии по шахматам среди женщин — в 2004, 2008, 2012, 2019 и 2024 годах. Десять раз представляла Латвию на женских шахматных олимпиадах (1998, 2000, 2004, 2006, 2008, 2010, 2012, 2014, 2016, 2018). В 2010 году на шахматной олимпиаде в Ханты-Мансийскe завоевала бронзу на третьей доске. Также участвовала в команде Латвии в трех командных чемпионатах Европы по шахматам (1999, 2011, 2015, 2019).
Исполняла обязанности Генерального секретаря федерации шахмат Латвии.

## Изменения рейтинга
| Графики недоступны из-за технических проблем. См. информацию на Фабрикаторе и на mediawiki.org. |